# Lądowisko Gorlice-Szpital
Lądowisko Gorlice-Szpital – lądowisko sanitarne w Gorlicach, w województwie małopolskim, położone przy ul. Węgierskiej 21. Przeznaczone jest do wykonywania startów i lądowań śmigłowców sanitarnych i ratowniczych w dzień i w nocy o dopuszczalnej masie startowej do 5700 kg.
Zarządzającym lądowiskiem jest Szpital Specjalistyczny im. Henryka Klimontowicza w Gorlicach. W roku 2012 zostało wpisane do ewidencji lądowisk Urzędu Lotnictwa Cywilnego pod numerem 165
Koszt budowy wyniósł 550 tys. zł.